# غوشناطية صغيرة الأوراق
غوشناطية صغيرة الأوراق (الاسم العلمي:Gochnatia parvifolia) هي نوع من النباتات تتبع جنس الغوشناطية من الفصيلة النجمية.